# Лоренс Догерті
Г'ю Лоренс «Лорі» Догерті (8 жовтня 1875 — 21 серпня 1919) — англійський тенісист, переможець Олімпіади і багаторазовий переможців турнірів Великого шолома, також був першою ракеткою світу. Молодший брат тенісиста Реджинальда Догерті.

## Кар'єра
Лоренс Догерті навчався у Кембриджському університеті, де виступав за університетську команду з лаун-тенісу.
Відомий під прізвиськом «Маленький До», Лоренс Догерті виграв Вімблдонський турнір 5 разів поспіль в одиночному розряді, а також 8 разів — у парному (разом зі своїм братом). У 1903 році він став першим тенісистом, який зумів виграти турнір Великого шолома за межами своєї країни і першим одночасним володарем титулів на двох таких турнірах, вигравши Відкритий чемпіонат США з тенісу 1903, у фіналі якого переміг діючого чемпіона Вільяма Ларнеда 6-0, 6-3, 10-8.
Догерті виграв Open de Nice Côte d'Azur сім разів поспіль у 1900—1906 роках і Queen's Club шість років поспіль у 1901—1906 роках. У 1906 році він перестав виступати на тенісних турнірах і почав займатися гольфом.
Під час Першої світової війни служив в армії, проте був звільнений за станом здоров'я. У 1919 році помер у віці 43-х років.
У 1980 році Лоренса Догерті разом із його братом було включено до Міжнародної тенісної зали слави.

## Результати фіналів на турнірах Великого шолома

### Одиночний розряд: 7 (6–2)
| Результат | Рік  | Турнір                     | Покриття | Суперник           | Рахунок                 |
| --------- | ---- | -------------------------- | -------- | ------------------ | ----------------------- |
| Поразка   | 1898 | Вімблдонський турнір       | Трава    | Реджинальд Догерті | 6–3, 6–3, 2–6, 5–7, 6–1 |
| Перемога  | 1902 | Вімблдонський турнір       | Трава    | Артур Ґор          | 6–4, 6–3, 3–6, 6–0      |
| Перемога  | 1903 | Вімблдонський турнір       | Трава    | Френк Райслі       | 7–5, 6–3, 6–0           |
| Перемога  | 1903 | Національний чемпіонат США | Трава    | Вільям Ларнд       | 6–0, 6–3, 10–8          |
| Перемога  | 1904 | Вімблдонський турнір       | Трава    | Френк Райслі       | 6–1, 7–5, 8–6           |
| Поразка   | 1904 | Національний чемпіонат США | Трава    | Голкомб Ворд       | w/o                     |
| Перемога  | 1905 | Вімблдонський турнір       | Трава    | Норман Брукс       | 8–6, 6–2, 6–4           |
| Перемога  | 1906 | Вімблдонський турнір       | Трава    | Френк Райслі       | 6–4, 4–6, 6–2, 6–3      |

### Парний розряд: 12 (10–2)
| Результат | Рік  | Турнір                     | Покриття | Партнер            | Суперники                           | Рахунок                  |
| --------- | ---- | -------------------------- | -------- | ------------------ | ----------------------------------- | ------------------------ |
| Перемога  | 1897 | Вімблдонський турнір       | Трава    | Реджинальд Догерті | Герберт Бадделі Вілфред Бедделі     | 6–4, 4–6, 8–6, 6–4       |
| Перемога  | 1898 | Вімблдонський турнір       | Трава    | Реджинальд Догерті | Кларенс Гобарт Гаролд Нісбет        | 6–4, 6–4, 6–2            |
| Перемога  | 1899 | Вімблдонський турнір       | Трава    | Реджинальд Догерті | Кларенс Гобарт Гаролд Нісбет        | 7–5, 6–0, 6–2            |
| Перемога  | 1900 | Вімблдонський турнір       | Трава    | Реджинальд Догерті | Герберт Ропер-Барретт Гаролд Нісбет | 9–7, 7–5, 4–6, 3–6, 6–3  |
| Перемога  | 1901 | Вімблдонський турнір       | Трава    | Реджинальд Догерті | Двайт Ф. Девіс Голкомб Ворд         | 4–6, 6–2, 6–3, 9–7       |
| Поразка   | 1902 | Вімблдонський турнір       | Трава    | Реджинальд Догерті | Френк Райслі Сідні Говард-Сміт      | 6–4, 6–8, 3–6, 6–4, 9–11 |
| Перемога  | 1902 | Національний чемпіонат США | Трава    | Реджинальд Догерті | Двайт Девіс Голкомб Ворд            | 11–9, 12–10, 6–4         |
| Перемога  | 1903 | Вімблдонський турнір       | Трава    | Реджинальд Догерті | Френк Райслі Сідні Говард-Сміт      | 6–4, 6–4, 6–4            |
| Перемога  | 1903 | Національний чемпіонат США | Трава    | Реджинальд Догерті | Крейґ Коллінз Л. Гаррі Вейднер      | 7–5, 6–3, 6–3            |
| Перемога  | 1904 | Вімблдонський турнір       | Трава    | Реджинальд Догерті | Френк Райслі Сідні Сміт             | 6–1, 6–2, 6–4            |
| Перемога  | 1905 | Вімблдонський турнір       | Трава    | Реджинальд Догерті | Френк Райслі Сідні Сміт             | 6–2, 6–4, 6–8, 6–3       |
| Поразка   | 1906 | Вімблдонський турнір       | Трава    | Реджинальд Догерті | Френк Райслі Сідні Сміт             | 8–6, 4–6, 7–5, 3–6, 3–6  |

## Інші титули в одиночному розряді
| Ранг | Дата                   | Турнір                                                 | Покриття   | Суперник            | Рахунок                  |
| 1.   | 16 серпня 1896         | Essex Championship, Colchester, Англія                 | Трава      | Едвард Рой Аллен    | 6–4, 6–2, 7–5            |
| 2.   | 27 вересня 1896        | Welsh Covered Court Championships, Llandudno, Уельс    | Дерево (i) | Джордж Саймонд      | 6–0, 6–0                 |
| 3.   | 27 серпня 1897         | Suffolk Championships, Saxmundham, Англія              | Трава      | Чарлз Генрі Ріддінґ | 6–3, 8–6, 4–6, 6–1       |
| 4.   | 18 липня 1897          | Queen's Club Championships, Лондон, Англія             | Трава      | Мейджор Річі        | 6–2, 6–2, 6–2            |
| 5.   | березень 1898          | South of France Championships                          | Ґрунт      | Дж. Р. Гей Ґордон   | 6–1, 6–2, 6–1            |
| 6.   | березень 1898          | Монте-Карло                                            | Ґрунт      | Віктор Фос          | 4–6, 6–3, 6–3, 4–0 ret.  |
| 7.   | 18 червня 1898         | Northern Lawn Tennis Association Tournament, Liverpool | Трава      | Вілфред Бедделі     | без гри                  |
| 8.   | 11 липня 1898          | Queen's Club Championships, Лондон, Англія             | Трава      | Гарольд Магоні      | 6–3, 6–4, 9–7            |
| 9.   | серпень 1898           | Scottish Championships                                 | Трава      | Реджинальд Догерті  | без гри                  |
| 10.  | березень 1900          | South of France Championships, Ніцца                   | Ґрунт      | Реджинальд Догерті  | без гри                  |
| 11.  | 11 липня 1900          | Олімпійські Ігри, Париж                                | Ґрунт      | Гарольд Магоні      | 6–4, 6–2, 6–3            |
| 12.  | 26 серпня 1900         | The Homburg Cup, Bad Homburg vor der Höhe, Німеччина   | Ґрунт      | Джордж Гілл'ярд     | 7–5, 6–2, 3–6, 4–6, 6–2  |
| 13.  | вересень 1900          | Dinard, Франція                                        | Ґрунт      | Гарольд Магоні      | 4–6, 6–1, 8–6, 7–5       |
| 14.  | 16 вересня 1900        | South of England Championships                         | Трава      | Сідні Говард-Сміт   | 6–4, 1–6, 6–2, 6–1       |
| 15.  | березень 1901          | Cannes, Франція                                        | Ґрунт      | Джордж Гілл'ярд     | 6–3, 6–3, ret.           |
| 16.  | 17 березня 1901        | Монте-Карло                                            | Ґрунт      | Вілберфорс Івз      | 6–2, 5–7, 6–1            |
| 17.  | 24 березня 1901        | South of France Championships, Ніцца                   | Ґрунт      | Вілберфорс Івз      | 6–2, 6–3, 6–2            |
| 18.  | 27 квітня 1901         | British Covered Court Championships                    | Дерево (i) | Артур Ґор           | 6–3, 6–1, 6–1            |
| 19.  | червень 1901           | Kent Championships, Beckenham, Англія                  | Трава      | Артур Ґор           | 6–1, 6–3, 3–6, 6–4       |
| 20.  | серпень 1901           | Buxton Championships                                   | Трава      | Джордж Гілл'ярд     | 6–4, 7–5, 3–6, 6–2       |
| 21.  | серпень 1901           | North of England Championships, Scarborough            | Трава      | Ернест Блек         | 6–2, 6–1, 6–1            |
| 22.  | березень 1902          | South of France Championships, Ніцца                   | Ґрунт      | Реджинальд Догерті  | без гри                  |
| 23.  | квітень 1902           | British Covered Court Championships, Queens, London    | Дерево     | Мейджор Річі        | 6–4, 6–3, 5–7, 6–3       |
| 24.  | Травень — червень 1902 | Irish Championships, Dublin                            | Трава      | Реджинальд Догерті  | без гри                  |
| 25.  | 15 червня 1902         | Kent Championships, Beckenham, Англія                  | Трава      | Джордж Саймонд      | 6–4, 6–0, 6–3            |
| 26.  | червень 1902           | Вімблдонський турнір                                   | Трава      | Артур Ґор           | 6–4, 6–3, 3–6, 6–0       |
| 27.  | 15 жовтня 1902         | European Championships, Queen's Club, London           | Дерево (i) | Гарольд Магоні      | 4–6, 6–4, 6–3, 6–1       |
| 28.  | 15 березня 1903        | South of France Championships, Ніцца                   | Ґрунт      | Сідні Говард-Сміт   | 5–7, 3–6, 6–3, 6–4, 6–3  |
| 29.  | 26 квітня 1903         | British Covered Court Championships, Queens, London    | Дерево (i) | Джордж Гілл'ярд     | 6–1, 4–6, 6–4, 6–2       |
| 30.  | 4 липня 1903           | Kent Championships, Beckenham, Англія                  | Трава      | Артур Ґор           | 6–1, 6–2, 6–2            |
| 31.  | червень 1903           | Вімблдонський турнір                                   | Трава      | Френк Райслі        | 7–5, 6–3, 6–0            |
| 32.  | 1 серпня 1903          | Nahant, США                                            | Трава      | Вільям Клотієр      | 6–4, 6–0                 |
| 33.  | 14 серпня 1903         | Southampton, США                                       | Трава      | Вільям Ларнд        | 6–1, 6–2, 6–1            |
| 34.  | 27 серпня 1903         | Національний чемпіонат США, Newport, США               | Трава      | Вільям Ларнд        | 6–0, 6–3, 10–8           |
| 35.  | 14 березня 1904        | South of France Championships, Ніцца                   | Ґрунт      | Мейджор Річі        | 6–2, 6–3, 6–3            |
| 36.  | 20 березня 1904        | Cannes Championships, Франція                          | Ґрунт      | Мейджор Річі        | 6–1, 6–4, 6–1            |
| 37.  | квітень 1904           | British Covered Court Championships, Queens, London    | Дерево (i) | Мейджор Річі        | 6–2, 8–10, 5–7, 6–4, 6–3 |
| 38.  | 27 червня 1904         | Вімблдонський турнір                                   | Трава      | Френк Райслі        | 6–1, 7–5, 8–6            |
| 39.  | липень 1904            | Northumberland Championships, Англія                   | Дерево (i) | Джордж Болл-Ґрін    | 6–4, 6–1                 |
| 40.  | березень 1905          | Монте-Карло                                            | Ґрунт      | Мейджор Річі        | 6–4, 8–6, 6–4            |
| 41.  | березень 1905          | South of France Championships, Ніцца                   | Ґрунт      | Едвард Аллен        | 6–3, 7–5, 7–5            |
| 42.  | 15 квітня 1905         | British Covered Court Championships, London            | Дерево (i) | Мейджор Річі        | 6–1, 8–6, 6–2            |
| 43.  | липень 1905            | Вімблдонський турнір                                   | Трава      | Норман Брукс        | 8–6, 6–2, 6–4            |
| 44.  | 28 лютого 1906         | Монте-Карло                                            | Ґрунт      | Вілберфорс Івз      | 6–3, 11–9                |
| 45.  | 18 березня 1906        | South of France Championships, Ніцца                   | Ґрунт      | Ентоні Вілдінґ      | 6–3, 8–6, 6–2            |
| 46.  | 28 квітня 1906         | British Covered Court Championships, London            | Дерево (i) | Артур Ґор           | 6–2, 6–4, 8–6            |
| 47.  | липень 1906            | Вімблдонський турнір                                   | Трава      | Френк Райслі        | 6–4, 4–6, 6–2, 6–3       |
| 48.  | серпень 1908           | Yorkshire Championships                                | Трава      | Джордж Гілл'ярд     | 6–1, 6–4, 6–2            |
| 49.  | липень 1909            | Nottinghamshire Championships, Nottingham              | Трава      | Вілберфорс Івз      | 6–3, 6–4                 |
| 50.  | серпень 1909           | North of England Championships, Scarborough            | Трава      | Ґордон Лоу          | 7–5, 6–1, 6–1            |
| 51.  | серпень 1910           | North of England Championships, Scarborough            | Трава      | Ґордон Лоу          | 6–3, 6–2, 6–2            |